# Pásztor

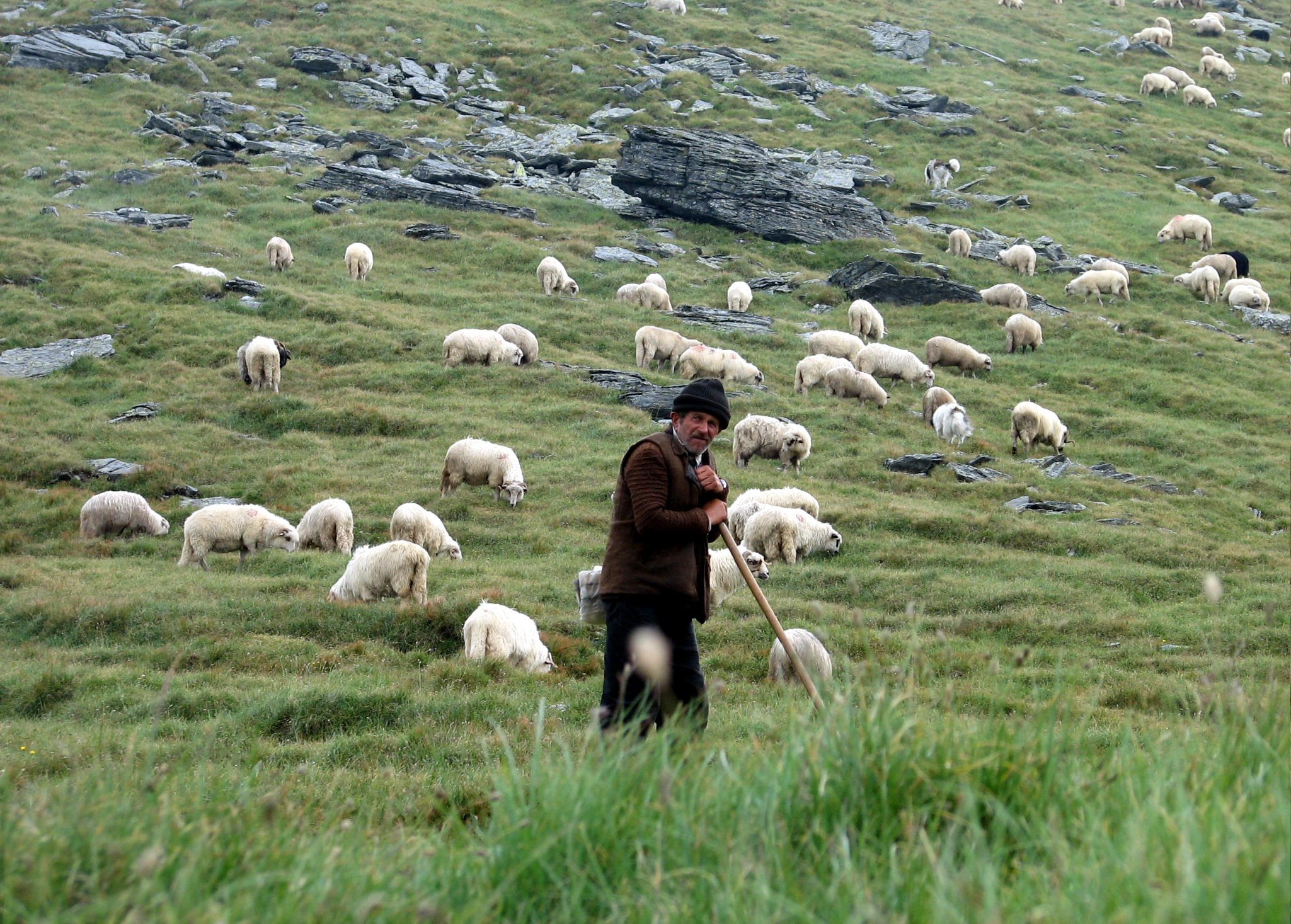
Juhpásztor a Fogarasi-havasokban

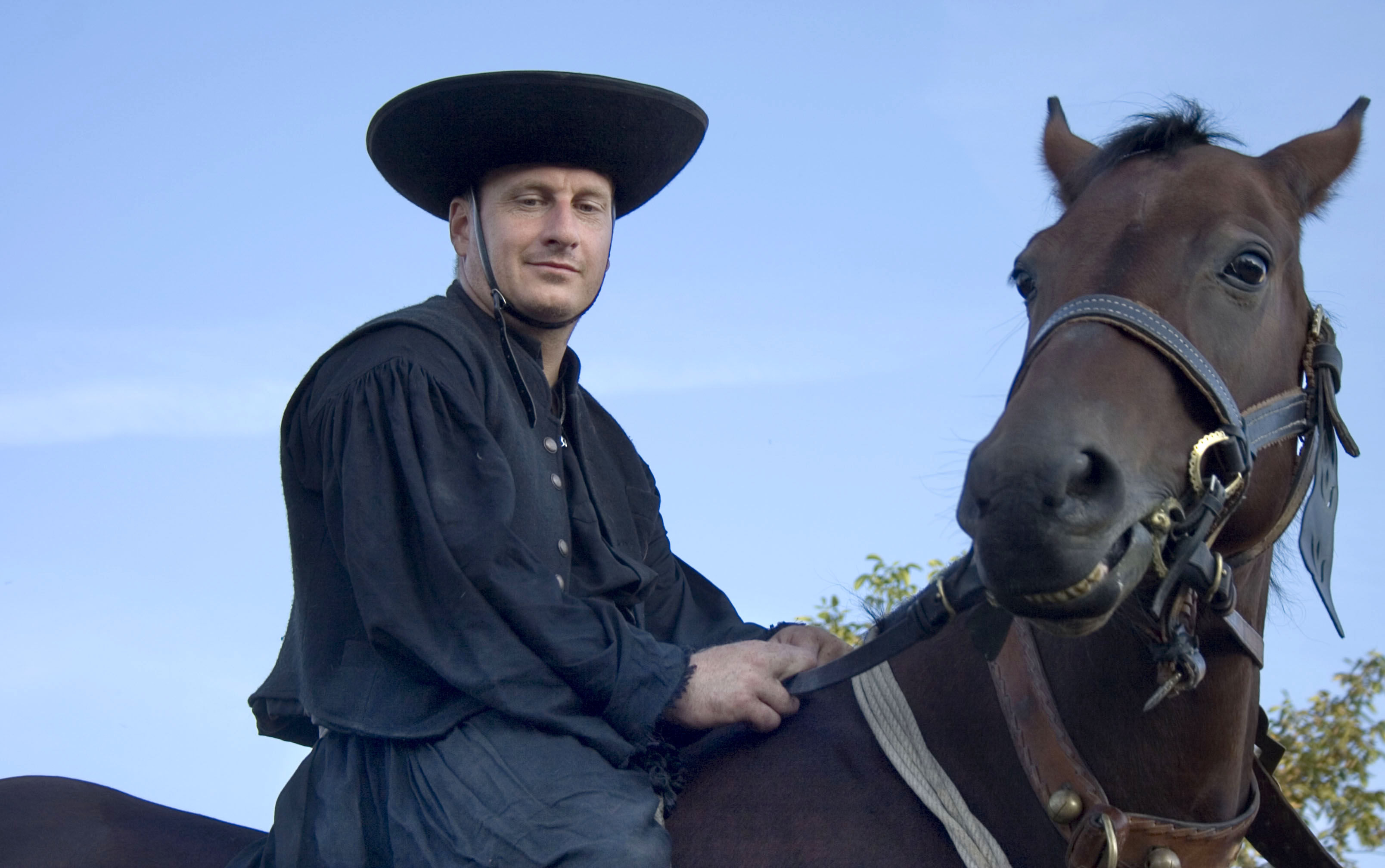
Hagyományőrző csikós, jellegzetes viseletben

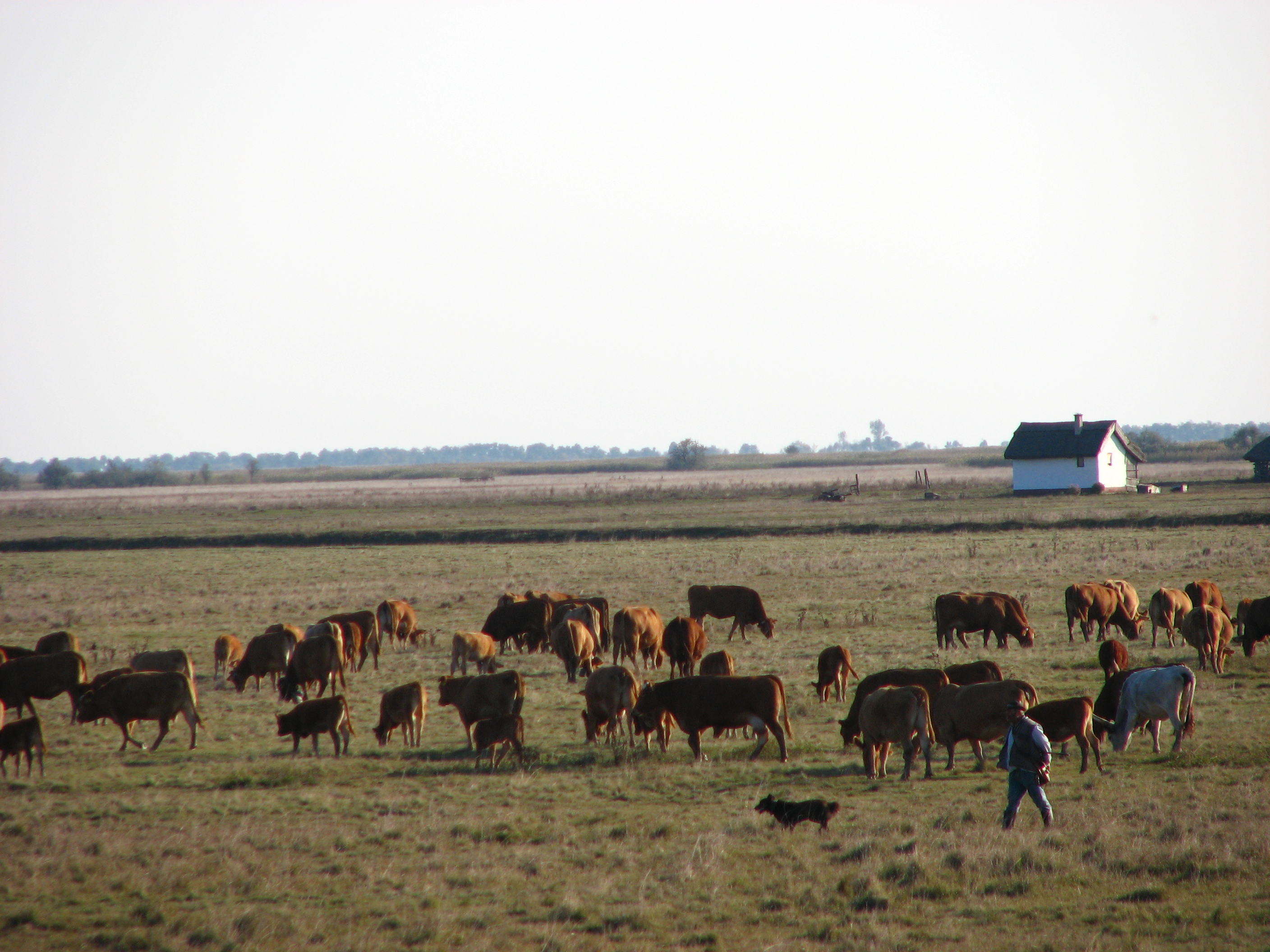
Gulya, előtérben a gulyással és a kutyájával

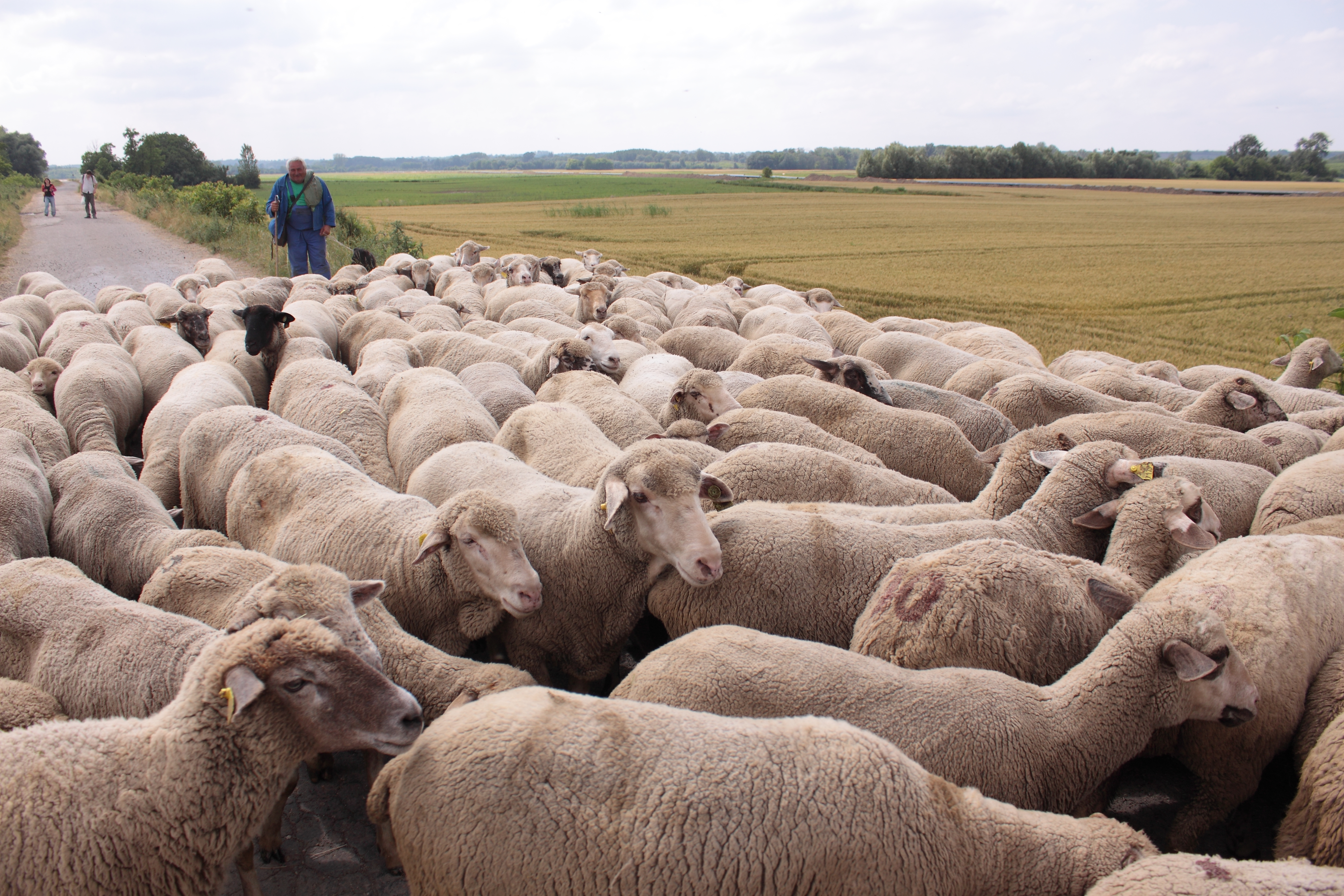
Juhász és nyája a Mohácsi-szigeten

A pásztor foglalkozás ősi állattartó mesterség, de életforma is. Kezdete az idők homályába vész, valószínűleg már a vadállatok háziasításával egy időben alakult ki, és szinte minden kultúrában fellelhető. Mivel az ősmagyarok alapvetően állattartásból és pásztorkodásból éltek, a különböző állatfajok pásztorainak más-más nevet adtak. Tájtól függően és az életkörülményeknek megfelelően lassan kialakult ezek közt az emberek közt egy sajátságos hierarchia, melyet szokásként vittek tovább íratlan törvényeikben.

## A pásztortársadalom története

### 9–14. század
A honfoglalás idején már juhtartók voltak a magyarok. Őseink juhtartását igazolja, hogy az ázsiai népek a legrégibb idők óta juhtartó népek voltak. A juh volt ugyanis az a háziállat, amely maradéktalanul kielégítette a nomád népek legelemibb szükségleteit (tej, hús, faggyú, bőr, prémek, gyapjú stb.), és kísérni tudta őket vándorlásaikban. Nagyobb számú juhállomány és aránylag fejlett juhtartás nélkül a honfoglalók akkori életmódja elképzelhetetlen.
A szarvasmarha tartás a honfoglalás után a gazdálkodás fejlődésével együtt fejlődésével az akkori állattartás egyik legjelentősebb ágazatává válik. A tatárjárás mind a szarvasmarha-, mind a kecske- és juhállományt sújtotta. A juhtartás fejlődését a honfoglalástól kezdve az állatfaj sokoldalú hasznosítása (tej, hús gyapjú stb.) tette lehetővé.

### 15–17. század
A Magyar Királyságban a szarvasmarhatartás erőteljes fejlődése az élőmarha kivitele nyugat felé, már az 1300-as évek végén elkezdődött. Fénykorát az 1500-as évek elejétől éli. A mohácsi csata után a magyar szilaj fajtájú marhák és hazánk húsbőségének híre messze földre eljut, amit elsősorban a kereskedelem használ ki, és óriási vagyonoknak veti meg az alapját. Így alakul ki az ún. tőzsérkedés, ami a szarvasmarha-, juh- és sertéskereskedelmet foglalja magába. A tőzsérek (állatkereskedő) a szarvasmarhát tartó vidékeken vásárolják fel a szarvasmarhákat. Azokat lábon hajtották külföldre. Számos út (viae bovariae) vezet Magyarországon, Ausztrián, Stájerországon, Tirolon, Szlavónián, Velencén át, amelyeken  szarvasmarhákat terelik. Volt olyan év, hogy csupán a bécsi úton 80 000 marhát hajtottak ki Németországba. Ezzel párhuzamosan alakult ki a 15–16. században egy új társadalmi réteg, a hajdúk.
A szarvasmarha és juhtenyésztés elsősorban az Alföldön virágzott. A török hódoltság idején a juhágazat virágzott, lévén a törökök muszlimok és a juhhús volt fő táplálékuk.

### 18–19. század
A szarvasmarha és juhtenyésztés alapjait a 18–19. századig a pásztorok rakták le. Ösztönösen, tapasztalati úton alakították ki a magyar szürke szarvasmarha és a racka juh fajtát. Így elmondható, hogy az avatott kéz nemcsak az állattartás, hanem az állattenyésztés sikerének is legfőbb záloga.

## Pásztormunka

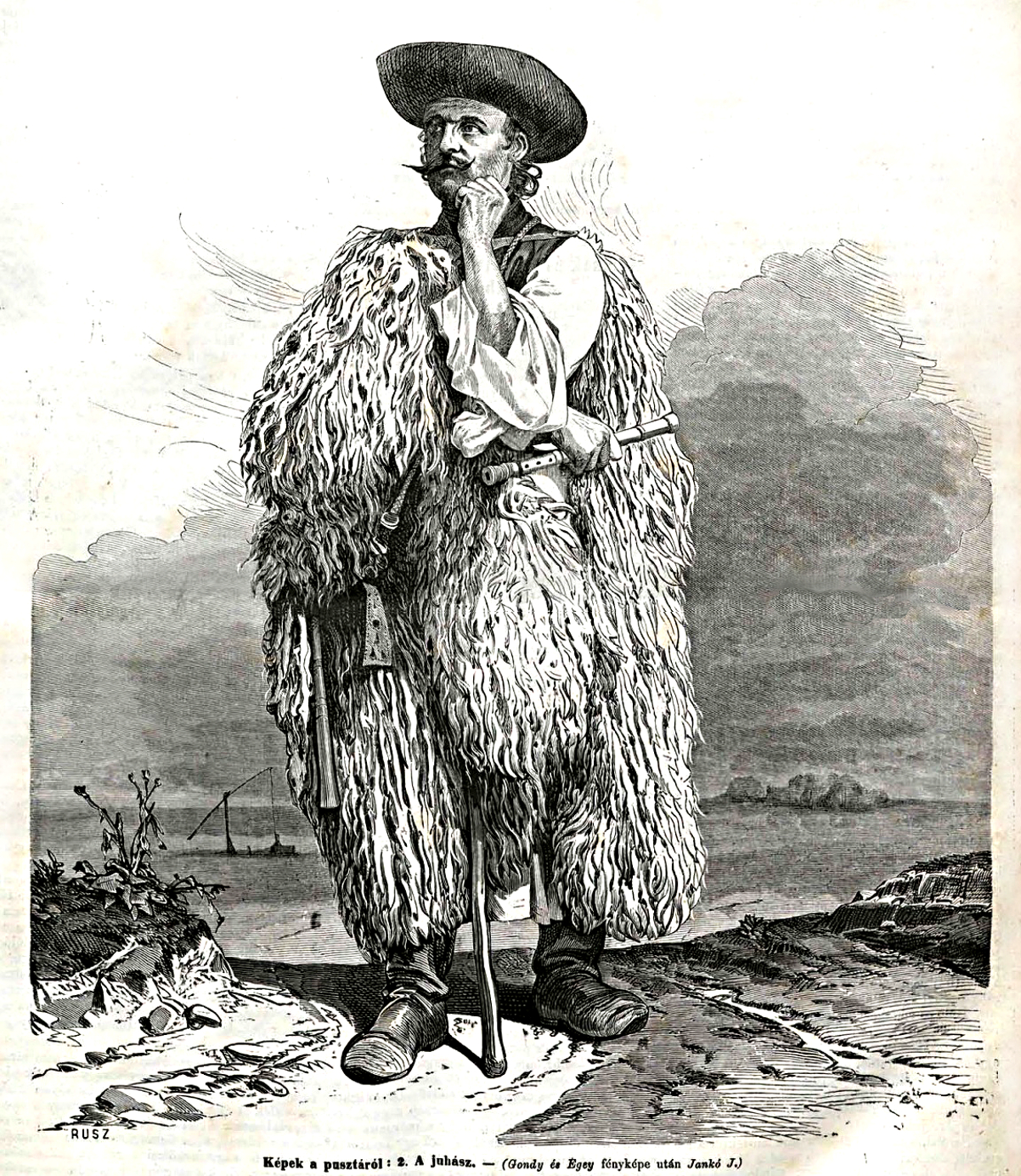
Juhász (a Vasárnapi Ujság illusztrációja, 1870)

A pásztortársadalomban fönnáll egy belső tagozódás. Ez koronként és térségenként eltérő módon és többféle rendezőelv szerint alakult ki. Ezek egyike a foglalkozási, mondhatnánk szakmák közötti rangsor, ami nagyban függött a táj adottságaitól és így a legeltetési lehetőségektől; ennek következtében attól  is hogy az adott szakma hány fővel képviseltette magát azon a vidéken. Azonban fel lehet állítani egy általános, elterjedtebb rangsort, az alábbiakban fontossági sorrendbe szedve:

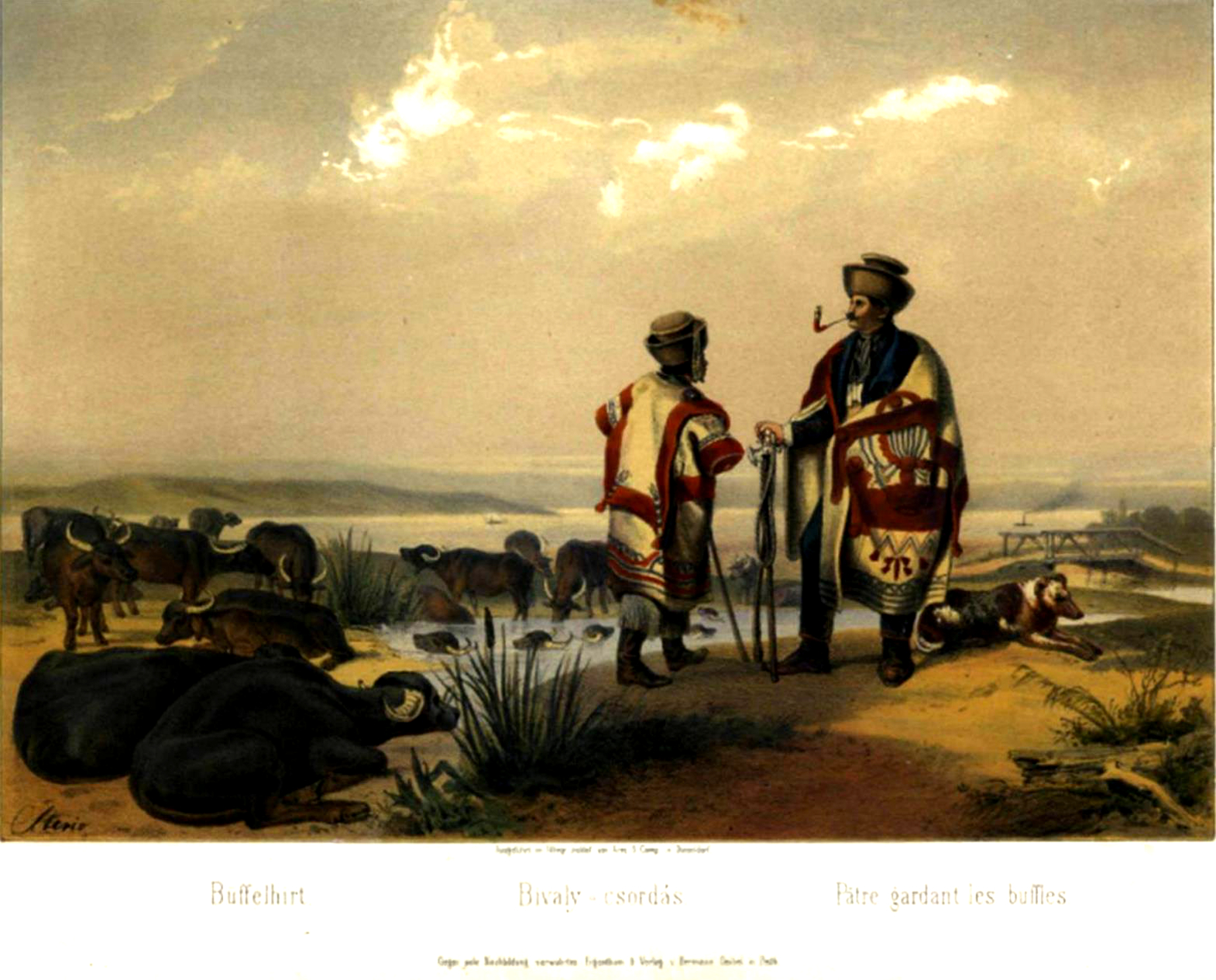
Sterio Károly: Bivaly-csordás, 1855

- gulyás – azaz marhapásztor, a gulya őrzője
- csikós – „lópásztor”, a ménes legeltetője, őrzője
- juhász – juhpásztor, a juhnyáj őrzője
- kondás, kanász – disznópásztor, a konda vagy falka őrzője - előbbi minden este hazahajtotta, utóbbi kint teleltette a disznókat azaz ridegen tartotta
- csordás és a csürhés – az istállóban tartott, csak napközben kihajtott négylábú állatok őrzője

A szárnyasok őrzésével többnyire gyerekeket bíztak meg, így mindenütt a rangsor végére kerültek, ezek közül a libapásztor, a ludas említhető meg.
A fontossági elsőbbségért mindig nagy verseny folyt a csikós és a gulyás között. Egyes tájakon (Nagykunság, Hortobágy) a csikós vezette a pásztorrangsor elejét, másutt (Nyírség, Bodrogköz), ahol kevesebb volt a csikós, a gulyás állt az élen. Érdekes kivétel, hogy a Bakonyban és Somogyban - és általában a Dunántúlon - a rangsort a kanász, később (a 20. században) a juhász vezette.
A másik féle sorrend már a tapasztaltságtól, rátermettségtől (és így többnyire a kortól) is függött, ezek:
- számadó – a legelőre hajtott állatokért a legeltetési időszakban anyagilag is felelős személy; az uradalom, majd a falu vagy a gazdaság fogadta föl egy-egy szezonra. Ő jelölte ki, fogadta föl segítőit, a bojtárokat, így tulajdonképpen ő alá tartozott az összes felfogadott pásztor. Távollétében az öregbojtár, vagyis az első bojtár helyettesítette. Az öregbojtár után következett a többi bojtár, és a sor végén a tanuló - a kisbojtár.
- bojtár – az állatok őrzésével közvetlenül megbízott ember.

### További elnevezések, névváltozatok, szokások

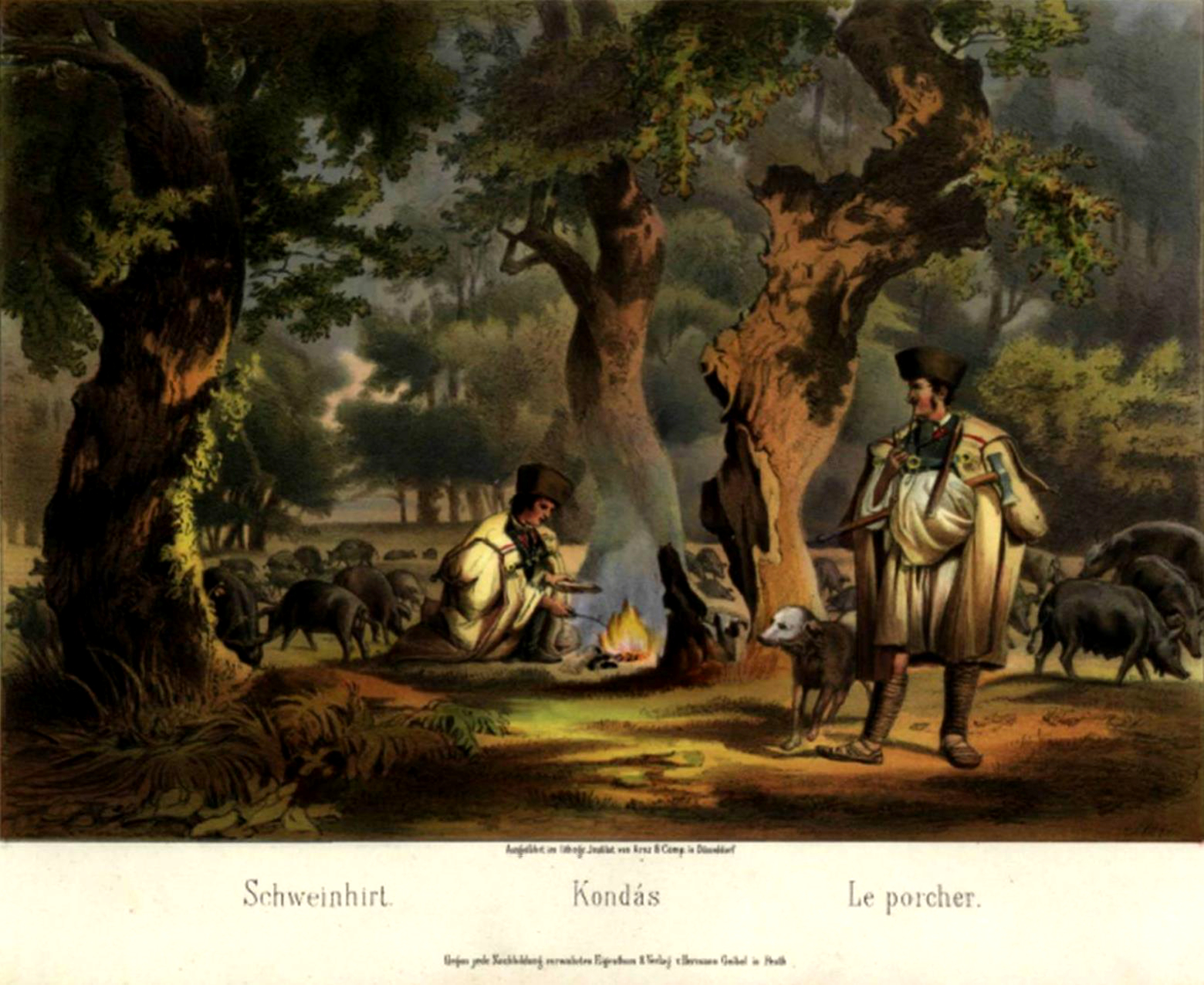
Sterio Károly: Kondás, 1855

- birkás –  a nyugat-európai juhfajták pásztora, míg a régi magyar fajták őrzőjét juhásznak hívták továbbra is
- bács, bacsó – a számadó juhász neve a magyar nyelvterület északi részén
- monyator – fiatal pásztor, pásztorfiú (fehér fordított bundája van és bundasapkája)

A juhász kifejezés a magyar nyelvben eredetileg ihász formában élt, mai alakját a nyelvi illeszkedés során nyerte el.
Egyébként a borjas tehenek bikával együtt járó csoportját anyagulyának - a bika nélkül tartott 1–3 éves üszők csapatát szűrgulyának, a tinókból állókat tinó-, a csak bikákból állót bikagulyának nevezték.
A pásztorok munkáját a terelőkutyák segítették, a Kárpát-medencébe így a magyarok által hajtott nyájakat kísérte a puli, a pumi, a komondor és a kuvasz. A nyájat vezető szarvasmarha nyakába kolompot kötöttek, ez volt a főkolompos. A kolompot vaslemezből kovácsolták, ennek az öblösen messze-zengő hangját jobban hallották, és így tudták követni a társai, míg a juhok nyakába csengőt, csengettyűt akasztottak, melyet többnyire rézből öntöttek.
A nap legfontosabb szakasza volt az itatás, amikor is  a gémeskút vagy csordakút körül összegyülekeztek az állatok. Először mindig a lovak ittak a vályúból mert ők nem isznak más állat után - ,,a ló a legtisztább állat", tartja a mondás is -, ahol pedig hosszú kifolyó vályú készült ott is a lovak soroltak be a legközelebb a vödörhöz. Itatás után következett a delelés; a rekkenő melegben tilos volt hajtani, egyébként is ráfért ilyenkor egy nagyobb pihenés az állatokra. A tehenek kérődztek, a vályú végénél lévő pocsolyákban vagy saras helyeken pedig a disznók dagonyáztak.

## Csallóközi pásztorkodás
Csallóközben már 1717-ben létezett a juhászok céhe. A 19. század végére, szinte kuriózumként, még mindig kétféle pásztorkodásról beszélhetünk a csallóközben. Az egyik az Öreg-Duna szigetein és az ártéri területeken művelt külterjes, szilaj, a 20. században már csak félszilaj állattartás, a másik pedig az állatokat naponta kihajtó községi pásztorkodás. A csallóközi szarvasmarhatartás a 20. század elejéig csak az őshonos fajtát ismerte. A juhokat nem hajtották a külső legelőkre, hanem a Csallóközben művelt kétforgós mezőgazdaságban keletkezett ugarokon tartották őket.
A csallóközi pásztorkodás a termelőszövetkezetek megalakulása idején, a közbirtok-rendszer széthullásával és az új technológiák bevezetésével szűnt meg. Ez a folyamat lassan zajlott, a kisalmási állami gazdaságnak még volt három juhásza 1955-ben.

## Tudós pásztor - pásztorélet
A tudós pásztor a magyar népi hitvilág természetfeletti erejű személye, akinek hatalmában áll az (elsődlegesen az általa gondozott) állatokat tetszőlegesen irányítani, vagy más boszorkányos tetteket végrehajtani. Az utolsó tudós pásztort a 20. század első felében tartották számon. Nem a cirkuszosoktól ellesett tudásról van szó, hanem kései utódja ennek, és ma már csak turisztikai attrakció pl. a Hortobágyon az intésre vagy érintésre ,,leroskadó" és ott mozdulatlanná dermedő paripa.
Ide kívánkozik azonban azt is megjegyezni, hogy minden pásztorcsoport körében ismert és híres volt az állatgyógyításhoz értő ember, aki, ha kellett törést, harapást, pata- vagy belső betegségeket egyaránt gyógyított, illetve fogakat műtött ki vagy reszelt le, és a kergekóros birkáknál koponyalékelést is végzett. A juhok körmölése és nyírása általános tudásnak számított, ma ünnepi bemutatókon, falunapokon látható.
A kis állatok világrajövetelénél is segédkeztek. A vemhes kanca és a tehén megellett, a disznó megfialt. Ha pedig szükség volt rá, heréltek: a fiatal bikát tinóvá, a kan malacot ártánnyá.
A szegődéskor kikötötték nemcsak a fizetséget, hanem hogy hány fiatal állatot vághattak le időnként a saját élelmezésükre. Fizetséggel a tarsolyukban szívesen ittak és csárdást táncoltak a csárdákban, a kanászok a kanásztáncot ropták. Kötekedni velük, sértegetni őket nem volt tanácsos, mert volt olyan erejű, aki mérgében az öklével rácsapott az arasznyi vastag tölgyfaasztalra, és az végigrepedt. Az elszámolni nem tudó, és így szélnek eresztett pásztorok váltak betyárokká, országúti rablókká, de a legtöbb ilyen ember nem a kegyetlenségéről, hanem a nőkkel szembeni gavalléros viselkedéséről és a szegények megsegítéséről volt híres.
A vadállatok és a nyájrabló betyárok ellen nemcsak késsel, hanem a középkor óta viselt vas acélfokossal, másutt kanászbaltával védekeztek, a csikósok pedig a szíjak végén ólmozott ostorukkal.
Az elhullott vagy levágott állatokat is feldolgozták, a félig tartósított szőrökkel-bőrökkel elszámoltak, vagy ha lehetett, az ezekből készült használati vagy dísztárgyakat eladták a vásárokon. Ilyen volt például a suba, a vizestömlő, a kulacs, a dohányzacskó, vagy akár a bikacsök.
Az ügyes kezű pásztoremberek hogy az idő jobban teljen, díszített fafaragványokat készítettek a bizsók (faragókés) vagy egy törött és benyelezett borotvapenge segítségével: a sótartó, a titkos-záras borotvatartó, a fakanál, a furulya vagy a (néha ólommal berakott) ostornyél mellé sorolhatjuk a szaruból faragott-karcolozott rühzsírtartót és az ivó- vagy jelzőtülköt is. Mivel a szebb darabokat a mátkájuknak ajándékozták vagy a vásárokon a gazdák elkunyerálták, megvették, a pásztor kénytelen volt mindig újabbat csinálni, és ez később egyfajta mellékfoglalkozássá nőtte ki magát. Egy-egy szűknyakú üvegbe apránként beleillesztgetett, majd a keresztre feszített Jézussá és virágokká összeragasztgatott fadarabakák, az úgynevezett „türelemüveg” eladásával pedig már komolyabb jövedelemre is szert lehetett tenni! A faragásokat évszámmal, szignóval, és néha ajánlással is ellátták. A 18. században élt legszorgalmasabb és legügyesebb kezű faragó pásztorok messze földön híressé váltak, az ő pásztorfaragásaik ma már roppant árakon cserélnek gazdát árveréseken, és múzeumokban gazdagítják a magyarság kultúrkincsét. Épp ezért kell odafigyelni pl. egy-egy múzeum költözésekor, hogy ezek az értékes javak csak úgy ne vesszenek el.

### Tudós pásztorok, ördöngős dudások
A  furulyát és a dudát a pásztoroktól eredeztetik a mondák, azonban míg a furulya Isten, addig a duda az ördög teremtménye.

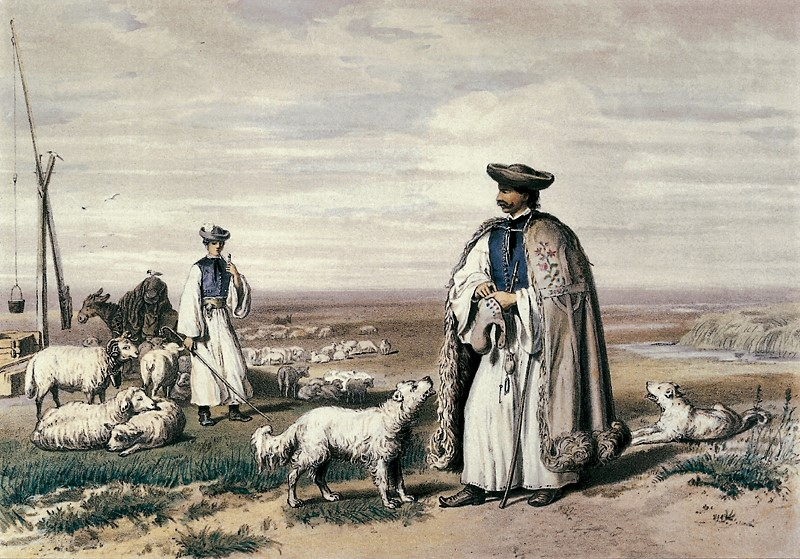
Sterio Károly: Juhász

Furulyán és dudán egyaránt lehet jól játszani, "ördöngősen" azonban csak dudán lehet. Koós József, a híres furulyás-dudás pásztor is ilyen ördöngös tudományra vágyott, legalábbis ezt mondta Pál Istvánnak: „Tudod, fiam, én milyen dudás szeretnék lenni? Olyan, mint amilyet a régi öregek emlegetnek, hogy földobta a vállára, vagy bedobta az ágy alá, vagy ő mulatott, a duda meg a szögön szólt. De ezt csak mondták, de én még nem hallottam, de hát mondják, én is mondom” Az ördöngös dudás, akinek hangszere akkor is szól, ha nem fújja, szinte minden dudás történet főszereplője.
Ahogyan Pál István édesapja, idősebb Pál István is, tudós pásztorként főként a jószág gyarapítására, gyógyításra, a rossz idő elhárítására, idegen ártó erőktől való védelemre használták. A tudományt legtöbbször az ördögtől eredeztették. Számtalan példa van rá, hogy a táltosnak kiválasztott emberek az öreg táltosokkal folytatott viadal - bika és farkas képében - során váltak beavatottá. Tudásukkal mindig a falut szolgálták, de fizetséget ezért soha nem fogadtak el. A tudósok a haláluk előtt a tudomány átadását kötelezőnek tartották, mert ha nem sikerült átadni, akkor az ördög elvitte őket a pokolba.
A duda nem feltétlen jár együtt a táltossággal, de az ördöngös dudást „tudományos” embernek tartották. Pásztorként természetfeletti erővel rendelkeztek az állatok felett: például a pásztorbotjára akasztott cifraszűr körül ott maradnak az állatok akkor is, ha ő maga messze jár. Azonban ezt a tudományt csak addig lehet használni, míg el nem mondják másnak. A tudós pásztor tehát kettős szorításban él: ha élni akar tudományával, hallgatnia kell, de ha időben nem talál olyat, aki át meri venni tőle, akkor elkárhozik. Pontosan így tudta ezt a szigetközi Sós Antal is. Ugyanakkor az ördöngös dudálás és a tudós pásztorság nem feltétlenül jár együtt. Pál István, apjához hasonlóan rendelkezett „tudománnyal”, azonban nem tudott sosem ördöngösen dudálni.
A tudós pásztorok rítusai általában a falu javát szolgálták. A falusi pásztorok fokhagymakereszttel védték az állatokat Luca napján, vesszőgúzzsal varázsoltak termékenységet Ádám-Évakor, gyertyával hárították a rontást csapásakról nagypénteken, gyógyítottak embert, állatot, hárítottak el rontást a ház körül. Ezekért a szolgálatokért éppúgy nem fogadtak el fizetséget, ahogy a zeneszolgáltatásért sem.